# Abaújkér
Abaújkér község az Észak-Magyarország régióban, Borsod-Abaúj-Zemplén vármegyében, a Gönci járásban.

## Fekvése
Az Északi-középhegységben, a Cserehát és a Zempléni-hegység között, a Hernád folyó völgyében fekszik, a megye székhelyétől, Miskolctól mintegy 50 kilométerre északkeletre.
Különálló településrésze Aranyospuszta, a központjától szűk 3 kilométerre keletre.
A közvetlen szomszédos települések: észak felől Boldogkőváralja, északkelet felől Boldogkőújfalu, kelet felől Abaújalpár, dél felől Abaújszántó, délnyugat felől Hernádbűd, nyugat felől Gibárt, északnyugat felől pedig Encs és Méra.

### Megközelítése
Legfontosabb közúti megközelítési útvonala a 39-es főút, ezen érhető el Encsről, illetve Abaújszántón át Tokaj térsége felől is. Erdőbényével és Tolcsvával a 3705-ös, Gönccel a 3713-as, Boldogkőváraljával pedig a 3714-es út köti össze. Aranyospuszta a 3705-ös és 3714-es utak keresztezése közelében helyezkedik el, közúti elérését az előbbi útról leágazó bekötőút teszi lehetővé.
A közúti tömegközlekedést a Volánbusz autóbuszai biztosítják.
A hazai vasútvonalak közül a települést a Szerencs–Hidasnémeti-vasútvonal érinti, melynek egy megállási pontja van itt. Abaújkér megállóhely a belterület északnyugati széle közelében helyezkedik el, közvetlenül a 39-es főút vasúti keresztezése mellett, annak északi oldalán, alig száz méterre a főút, a 3705-ös és a 3713-as utak csomópontjától.

## Története
A honfoglalás idején a terület a Kér törzs szálláshelye volt, innen kaphatta a nevét. Az első fennmaradt, 1215-ben kelt írásos emlékben „Quer” néven szerepel. 1252-ben viszont már "Ker"-nek írták a nevét.
Egy 1315-ös írás szerint akkor Szántó határosa volt, s az írás szőleit is említi.
Egy 1326-os oklevélben az innen Rátkára vezető nagy útról olvashatunk.
A 15. századig a Kéri család birtoka volt. A török hódoltság idején a falu kihalt, csak a 18. században népesült be újra. Akkor két falu, Alsó- és Felsőkér alakult ki, és a terület a Bárczay család birtoka lett.
A két települést a 19. század elején egyesítették. Az Abaújkér nevet 1905-től viseli.

## Közélete

### Polgármesterei
- 1990–1994: Palkó József (független)[3]
- 1994–1998: Palkó József (független)[4]
- 1998–2002: Palkó József (független)[5]
- 2002–2006: Palkó József (független)[6]
- 2006–2010: Palkó József (független)[7]
- 2010–2014: Palkó József (független)[8]
- 2014–2019: Szabó Gábor (független)[9]
- 2019–2024: Szabó Gábor (független)[10]
- 2024– : Szabó Gábor (független)[1]

## Népesség
A település népességének alakulása:
| Lakosok száma | 660  | 644  | 631  | 555  | 561  | 572  | 556  |
|               | 2013 | 2014 | 2015 | 2021 | 2022 | 2023 | 2024 |

A 2001-es népszámlálás adatai szerint a településnek csak magyar lakossága volt.
A 2011-es népszámlálás során a lakosok 92,2%-a magyarnak, 15,5% cigánynak, 0,3% németnek, 4,9% ukránnak mondta magát (7,2% nem nyilatkozott; a kettős identitások miatt a végösszeg nagyobb lehet 100%-nál).
2022-ben a lakosság 86,8%-a vallotta magát magyarnak, 6,2% cigánynak, 1,2% szlováknak, 0,7% németnek, 0,4% ukránnak, 0,2% horvátnak, 0,2% románnak, 0,9% egyéb, nem hazai nemzetiségűnek (12,3% nem nyilatkozott; a kettős identitások miatt a végösszeg nagyobb lehet 100%-nál). Vallásuk szerint 31,9% volt római katolikus, 16,9% református, 4,3% görög katolikus, 4,8% felekezeten kívüli (42,1% nem válaszolt).

## Vallás
A 2001-es népszámlálás adatai alapján a település lakóinak kb. 58,5%-a római katolikus, 17,5%-a református, 8,5%-a görögkatolikus vallású. A lakosság 15,5%-a nem tartozik egyetlen valláshoz vagy felekezethez sem, illetve nem válaszolt.
2011-ben a vallási megoszlás a következő volt: római katolikus 49,6%, református 19,5%, görögkatolikus 8,6%, felekezeten kívüli 3,1% (18,6% nem nyilatkozott).

### Római katolikus egyház
Az Egri főegyházmegye (érsekség) Abaúj-Zempléni Főesperességének Gönci Esperesi Kerületébe tartozik, mint önálló plébánia. Plébániatemplomának védőszentjei Szent Péter és Szent Pál. Római katolikus anyakönyveit 1861-től vezetik.

### Református egyház
A reformáció a XVI. században jelent meg a településen. A század közepére már a reformátusok használták az ősi, román kori templomot is. A Tiszáninneni Református Egyházkerület (püspökség) Abaúji Református Egyházmegyéjébe (esperesség) tartozik, mint önálló anyaegyházközség.

### Görögkatolikus egyház
A Miskolci Exarchátus Abaújszántói paróchiájához tartozik, mint filia.

### Evangélikus egyház
A település evangélikus vallású lakosai az Északi evangélikus egyházkerület (püspökség) Borsod-Hevesi Egyházmegyéjében (esperesség) lévő Tállya-Abaújszántó-Tokaj-Sátoraljaújhelyi Missziói Evangélikus Egyházközséghez tartoznak, mint szórvány.

## Nevezetességek
- Bárczay-kastély: 18. századi rokokó kastély. A Bárczay család építtette. Téglalap alaprajzú, földszintes, manzárdtetős épület.
- Református templom: A XIII-XIV. században épült, késő román - kora gótikus stílusban. 1858-ban átalakították, 1926-ban felújították. A hajó déli oldalán négy román kori résablak és két nagyobb, csúcsíves ablak nyílik. A legutóbbi helyreállításkor feltárták a templom román kori eredetű, déli kapuzatát és a felületén lévő ornamentális festés maradványait is.
- Római katolikus (Szent Péter- és Pál-) templom: késő barokk stílusban épült 1812–1823 között. Tornya 1833-ban épült.
- Aranyospusztai római katolikus (Hétfájdalmú Szűz-) kápolna.
- Szentlélek eljövetele harangláb
- Halmos-kastély
- Szfinx-szikla
- Ördög-sziklai kaptárkövek
- Simándy József-emlékház (Aranyospuszta)

## Híres emberek
Itt született:
- Bárczay Oszkár (1846–1898) heraldikus, császári és királyi kamarás;
- Bárczay János (1900–1985) földbirtokos, gazdasági főtanácsos, országgyűlési képviselő;
- Baráth Lajos író (1935–2006).
- Hanák János (1812-1849) piarista áldozópap és tanár, zoológus, a Magyar Tudományos Akadémia levelező tagja.
- A faluban született Perczel Zita színésznő édesanyja, Soltész Alma Klára Mária, 1895. december 18-án

## Testvértelepülés
- Perény, Szlovákia